# Gülistan (Vorname)
Gülistan, ursprünglich Gulîstan, ist ein kurdischer und türkischer weiblicher Vorname kurdischer und persischer Herkunft mit der Bedeutung „Rosengarten“ (kurd. gul, türk. gül = „die Rose“).

## Namensträgerinnen
- Gülistan Acet (* 1985), türkische Regisseurin, Drehbuchautorin und Schauspielerin
- Gülistan Yüksel (* 1962), deutsche Politikerin türkischer Herkunft